# Roy Jones, Jr.

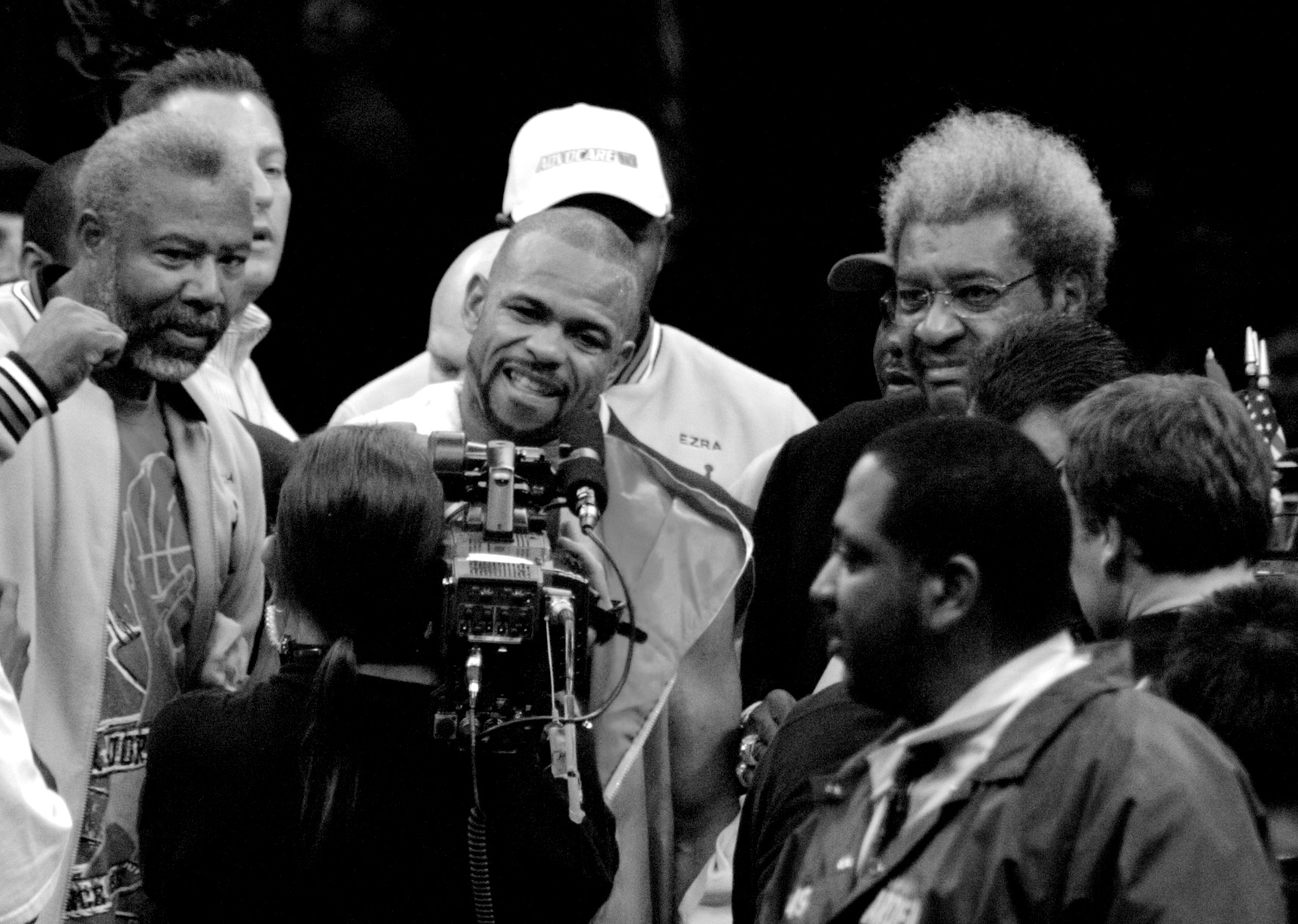
Jones, i mitten, efter segern mot Félix Trinidad

Roy Jones, Jr. född 16 januari 1969 i Pensacola, Florida, är en amerikansk före detta boxare och numera boxningskommentator, boxningstränare, rappare och skådespelare, utsedd till 1990-talets bäste boxare av Boxing Writers Association of America och av många ansedd som en av de bästa boxarna genom tiderna, oavsett viktklass.

## Boxningskarriär
Jones är bland annat känd för att ha hållit världsmästartiteln i lätt tungvikt för organisationerna WBC, WBA, IBF, IBO, NABF, WBF och IBA samtidigt. Jones har också vunnit världsmästartitlar i mellanvikt, supermellanvikt, cruiservikt och tungvikt. 
När Jones i mars 2003 besegrade John Ruiz för att ta över WBA:s tungviktstitel blev han den förste före detta mellanviktsmästaren på 106 år som också blivit tungviktsvärldsmästare. Samtidigt blev han den förste tungviktsmästaren i historien som inlett sin proffskarriär i lätt mellanvikt.
Jones tog under sin amatörkarriär OS-silver i  lätt mellanvikt i Seoul 1988 efter att ha förlorat finalen mot Park Si-Hun från hemmanationen Sydkorea efter ett synnerligen uppenbart kontroversiellt domslut.
Under sin karriär var Jones känd för att ha en exceptionell handhastighet, fina reflexer och ett bra rörelsemönster i ringen.

## Privat och utanför ringen
Jones har dubbelt medborgarskap (USA och Ryssland) och har utanför ringen spelat in musik i genren hip-hop.

### Webbsidor
- Jones på boxrec.com